# Ciselure
 (mai 2014).
Si vous disposez d'ouvrages ou d'articles de référence ou si vous connaissez des sites web de qualité traitant du thème abordé ici, merci de compléter l'article en donnant les références utiles à sa vérifiabilité et en les liant à la section « Notes et références ».
 (juin 2018).

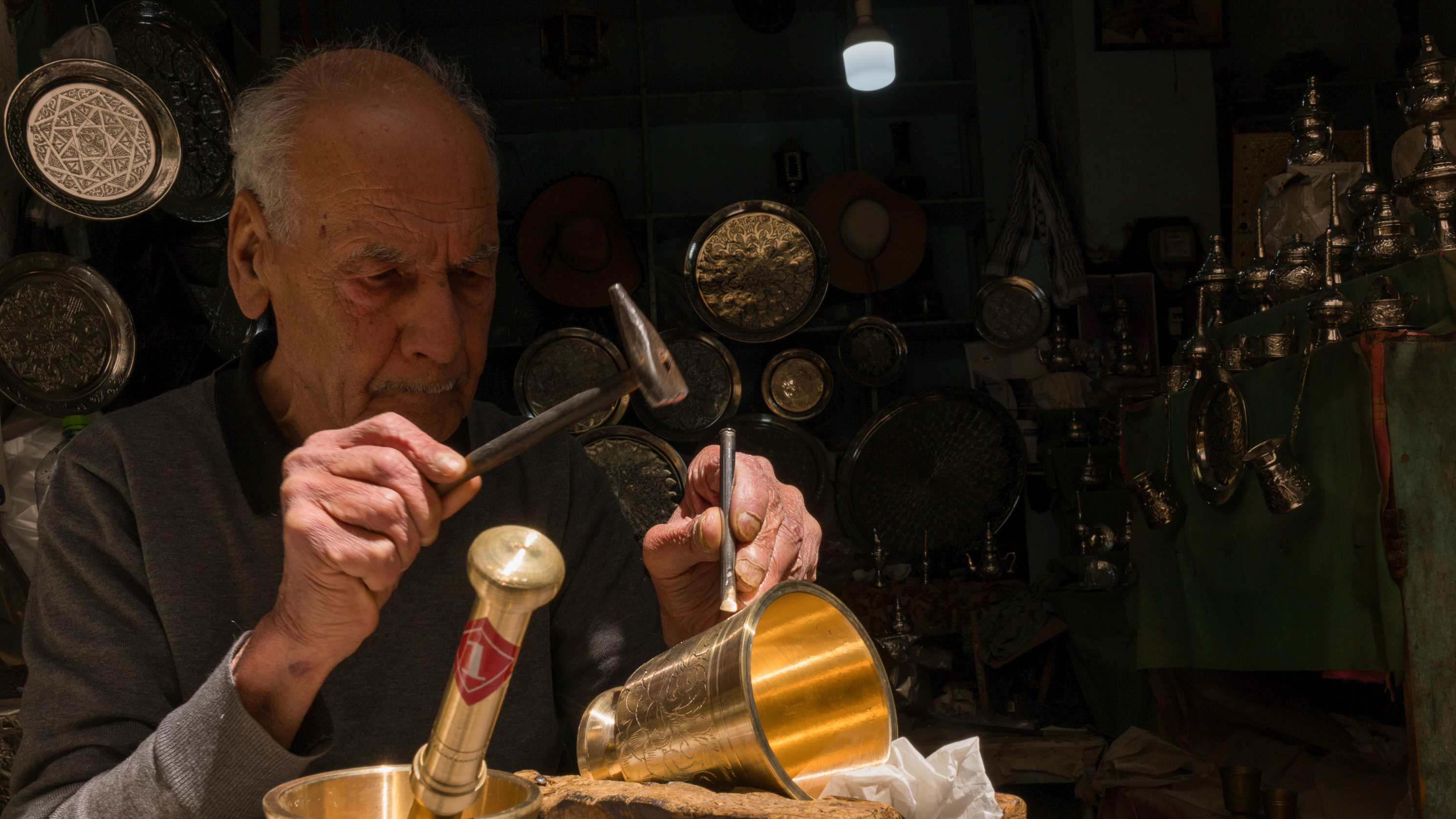
Un ciseleur de la médina de Tunis met un motif dans un mortier.

La ciselure est une technique de travail du métal sans enlèvement de matière, consistant à venir comprimer à l'aide de ses marteaux et de ciselets sélectionnés, de formes et de motifs divers, afin de créer des formes. La pièce travaillée est placée sur un support qui ressemble à de la cire à cacheter et qui s'appelle du ciment de ciseleur.

## Applications

### Ciselure sur bronze

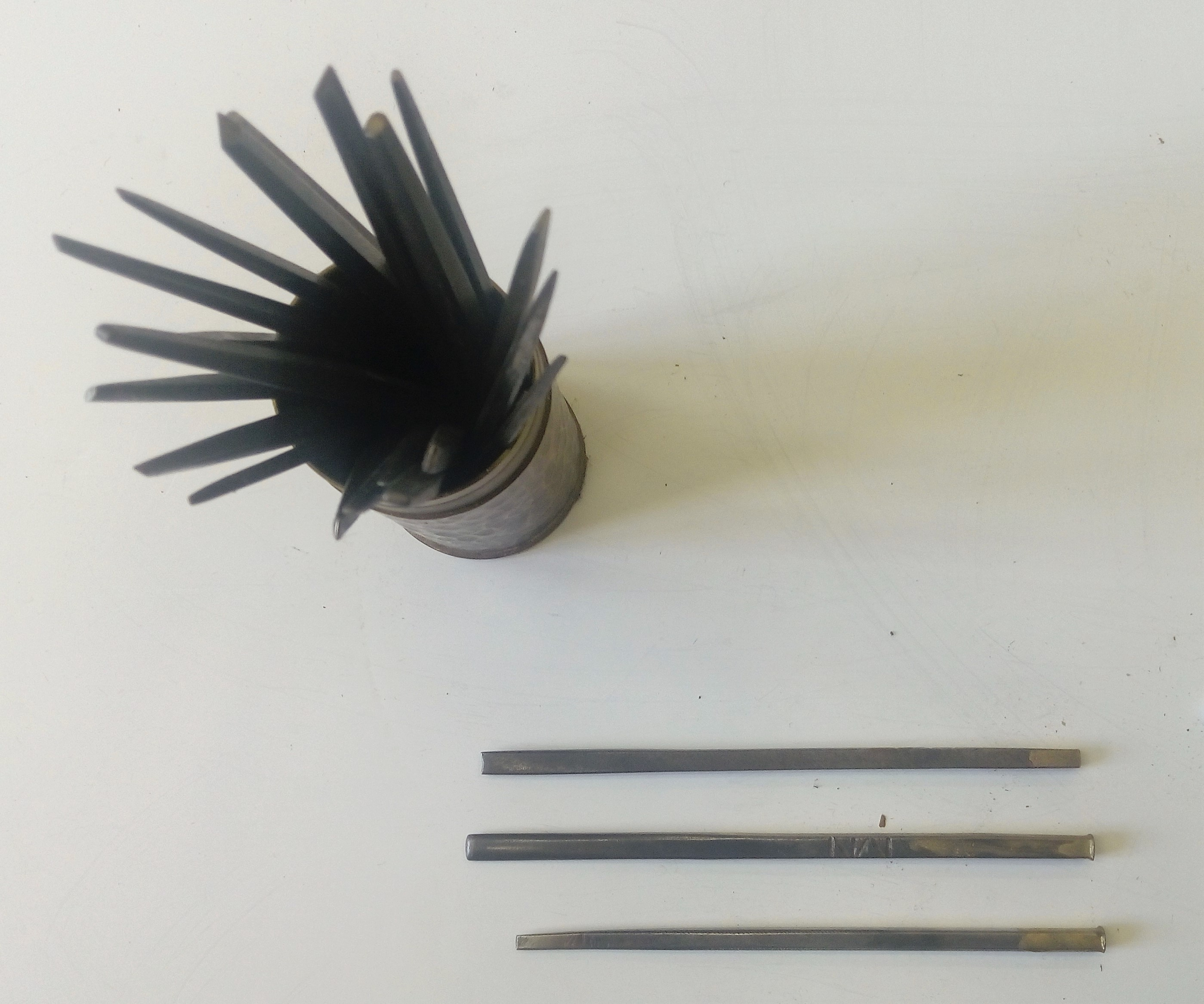
Exemple de ciselets pour bronze.

La ciselure sur bronze, exécutée à l'aide d'un marteau et de différents ciselets forgés par le ciseleur consiste à retoucher une pièce brut de fonderie pour lui redonner son caractère spécifique. Il existe différents types de ciselure comme la ciselure tracé matis, réalisée sur des plaques plates, le repoussé qui consiste à repousser le motif par l'arrière pour lui donner du volume ou alors la reprise de fonte qui consiste à reprendre un objet fondu (la cire de ce moulage et la fonte sont d'ailleurs le plus fréquemment réalisés par le ciseleur lui-même). L'objet une fois fondu sera alors repris par le ciseleur qui lui redonne son caractère premier en travaillant son grain, ses effets de matière, etc.

### Ciselure sur métaux précieux

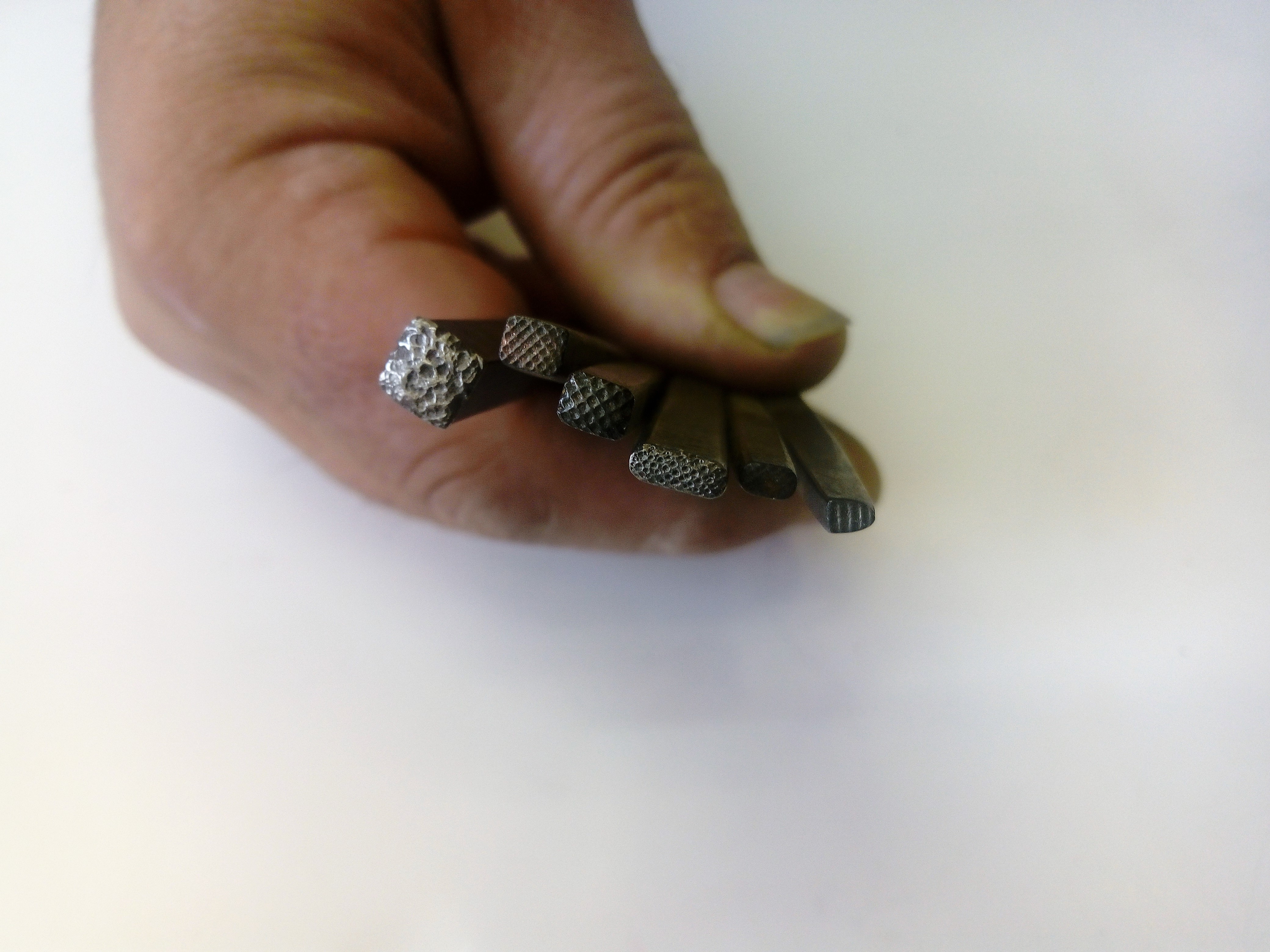
Ciselets mats.

Le premier témoignage à ce jour du métier de ciseleur se trouve au Musée de Baghdad et qui est un casque cultuel réalisé il y a 4 500 ans.
Le casque de Meskalamdug (en) réalisé en or au titre d'environ 917 millièmes, c'est-à-dire presque de l'or pur donc très malléable.
La réalisation du décor en tracé-matis et repoussé pour évoquer la chevelure du prêtre est très fine.
Très liée par le passé à des bijoux primitifs ou ethniques, la ciselure sur métaux précieux ne demandait pas de gros outillage. Elle pouvait être effectuée au cours des transhumances ou des exodes.
Depuis la technique de ciselure sur or ou argent s'est affinée et ne présente pas de différences avec la ciselure sur bronze. Outils et techniques sont identiques et ont évolué simultanément souvent dans les mêmes ateliers.
Les outils sont essentiellement des outils clairs : traçoirs, planoirs, bouterolles.
Il faut attendre l'apparition du bronze comme élément de décor sur des meubles(création d'André Charles Boulle) pour que se développe la fabrication des ciselets mat.
Le grain de ces mats a évolué au cours des différents styles depuis le XVIIe siècle et le règne de Louis XIV jusqu'au XIXe siècle.
Donc il existe un outillage spécifique pour le bronze d'ameublement depuis cette époque.

### Ciselure sur pierres fines
Il faudrait parler du travail du lapidaire qui n'a rien à voir avec la ciselure. Le terme sculpture sur pierre serait plus approprié.
Mêmes observations que pour les métaux (agates, camées) où le travail est direct et sans repentir.
N.B. : Les techniques de miniaturisation des petits outillages électriques ont permis le polissage des fonds avec de la poudre de diamant.

## Outils

### Le ciment de ciseleur
Il est composé de carbonate de chaux, de colophane, d'huile et de paraffine ; un colorant rouge vif l'identifie sous le nom de « ciment de Fontaine ». Il faut ajouter à ce produit de base du goudron de Norvège et un peu de suif en fonction des besoins spécifiques. Ce produit existe depuis 4 500 ans et a été créé en même temps que ce métier.
Il est appliqué sur un « boulet de ciseleur ». Dans le ciment chauffé, l'objet à ciseler est inséré et maintenu par le ciment mis en forme à la main.

## Quelques objets ciselés
Guy de Bois attire l'attention sur plusieurs objets ciselés réunis au Louvre, divers chefs-d'œuvre de Thomas Germain (salle 605 aile Sully, 1er étage) dont une écritoire en argent doré (OA 9941), et dus à d'autres grands orfèvres : écuelle aux armes du Grand Dauphin (1690-1692, argent doré, OA 7757) ; coffre des pierreries de Louis XIV (encore appelé Coffre dit d'Anne d'Autriche, MS 159, salle 601).

## Citations
Dans le Dictionnaire de l'Industrie au XIXe siècle, on trouve cette définition de la ciselure sous la plume de Lucien Falize : « le ciseleur a le devoir de faire dire au métal ce que le sculpteur n'a pu lui donner ; ce que ne livre ni la terre ni la cire ni le bois ni le marbre ; cette fleur de l'épiderme, le chairé de la peau, la maille du tissu, les nervures des feuilles, le moiré des fleurs, tout cet infini délicat qui charme l'œil et donne la couleur et l'esprit à la matière. »

## Formations
En France, il existe quelques formations, dont un CAP avec une option ciseleur, ainsi qu’un Diplôme des Métiers d’Art (DMA) de ciselure .